# Tehnički fakultet u Puli
Tehnički fakultet u Puli (TFPU) sastavnica je Sveučilišta Jurja Dobrile u Puli koja se bavi obrazovanjem u području tehničkih znanosti. Fakultet je smješten u bivšoj Mornaričkoj bolnici.

## Povijest
Osnovan je 2017. godine kao Odjel, a 2020. godine postao je Fakultet kao dio Sveučilišta Jurja Dobrile.[nedostaje izvor]

## Studiji
Tehnički fakultet izvodi četiri studijska programa:
- Prijediplomski sveučilišni studij Računarstvo
- Prijediplomski stručni studij Proizvodno strojarstvo
- Diplomski sveučilišni studij Računarstvo
- Diplomski sveučilišni studij Strojarstvo

## Dekani
- Bernard Franković (2020. – 2022.)
- Valter Boljunčić (2022. – 2023.)
- Marko Kršulja (od 2023.)

Izvor:

## Vanjske poveznice
- Službene stranice